# 高阳镇 (沙洋县)
高阳镇，是中华人民共和国湖北省荆门市沙洋县下辖的一个乡镇级行政单位。

## 行政区划
高阳镇下辖以下地区：
烟垢社区、辛巷村、黄集村、新湖村、垢冢村、寿庙村、高阳村、刘庙村、王集村、吕集村、贺集村、新贺村、季桥村、官桥村、刘跛村、易集村、沙山村、兴龙村、三店村、吴集村、歇张村、苏集村、四冢村、杨集村和枣林村。